# Vénus de Brassempouy (La Poire)
Ne doit pas être confondu avec Dame de Brassempouy.
La Vénus de Brassempouy, dite également « La Poire » du fait de sa forme, est une statuette préhistorique découverte en 1892 sur le site de Brassempouy, dans le département des Landes, en France. Elle ne doit pas être confondue avec la célèbre « Dame de Brassempouy ».

## Historique
Pierre-Eudoxe Dubalen découvre cette petite statuette sur le site de Brassempouy le 19 septembre 1892, lors d'une excursion de l'Association française pour l'avancement des sciences, qui tenait son congrès annuel à Pau,. Mais Dubalen, chercheur pourtant intègre, s'attire quelque inimitié de ses collègues avec un geste malheureux : il dissimule sa trouvaille à ceux qui l'accompagnent, et ne la montre qu'à trois ou quatre des excursionnistes à la fin de la journée. Par ailleurs, la statuette est hélas brisée lors de sa découverte par les instruments agricoles utilisés lors des fouilles.
La statuette ayant été mal remontée, on observe un problème au niveau abdominal qui aurait dû se trouver à la place du sein,. En effet, pour pouvoir adapter le morceau comme ventre, « il a fallu, tout en le plaçant trop à droite, interposer une pièce de bois et combler les vides avec une substance de remplissage ».

## Description
Seul le pseudo-ventre et la cuisse droite restent conservés. La cuisse droite est forte et bombée. On remarque également, proche de la ceinture pelvienne, de petits traits gravés représentant pour certains des poils et pour d'autres un bout de vêtement,.
Il est particulièrement difficile de donner un sexe à cette statuette sachant qu'aucun caractère féminin n'est présent si l'éventuel mauvais placement du sein n'est pas pris en compte.
Les dimensions de l'objet sont :
- L = 4,3 cm
- l = 2,5 cm
- E = 2,6 cm

Elle est façonnée à partir d'ivoire de mammouth.

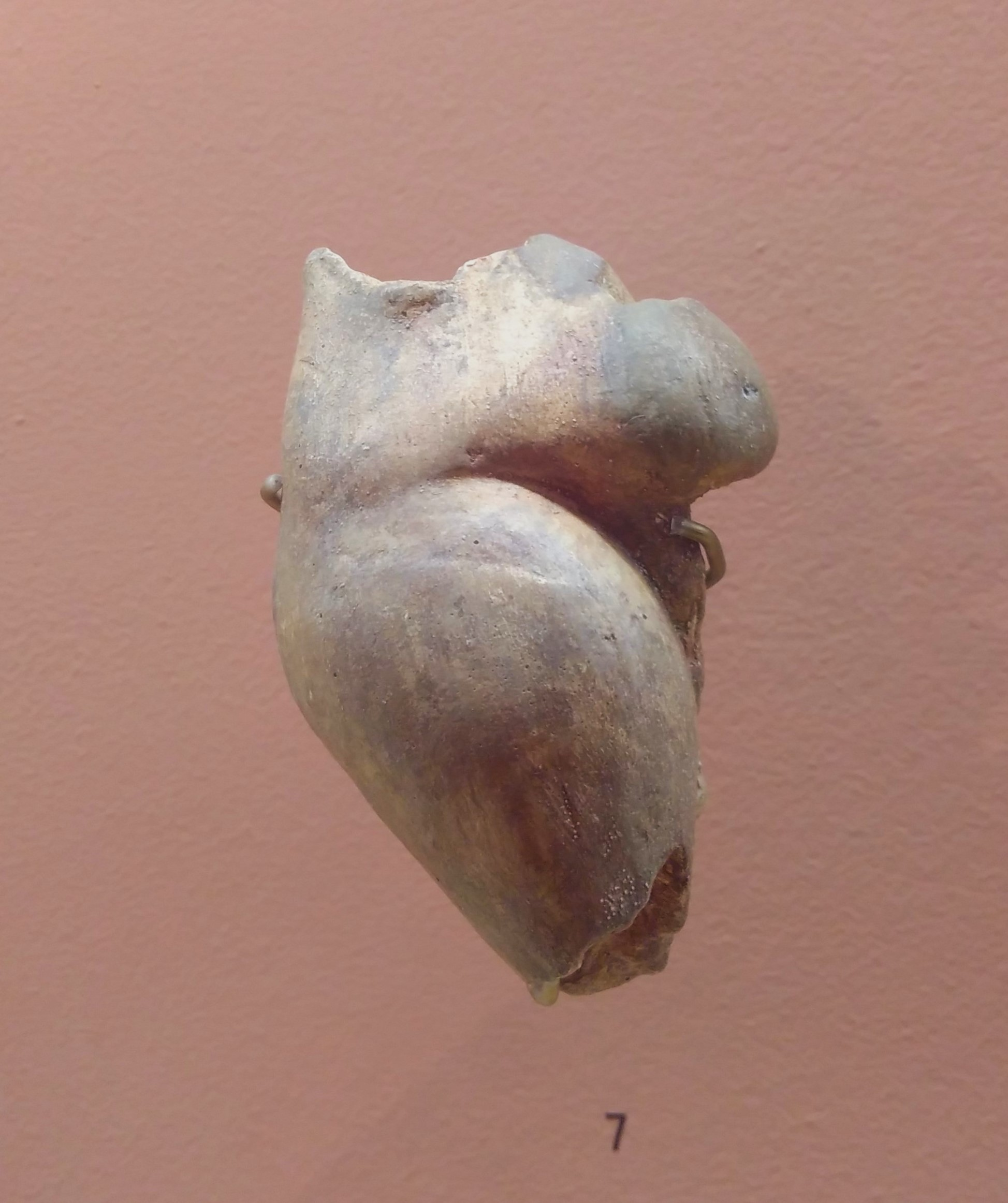
Vénus de Brassempouy, exposée au musée national d'archéologie de Saint-Germain-en-Laye

## Datation
Sa datation reste incertaine, à cause des mauvaises méthodes de fouilles employées. Cependant, les formes opulentes de la statuette correspondent stylistiquement aux figurines féminines du Gravettien (31 000 à 22 000 ans AP).